# Afanaszjevói járás

Az Afanaszjevói járás a Kirovi területen

Az Afanaszjevói járás (oroszul Афанасьевский район, komi nyelven Зюзьдін район) Oroszország egyik járása a Kirovi területen. Székhelye Afanaszjevo.

## Népesség
- 1989-ben 18 994 lakosa volt.
- 2002-ben 16 961 lakosa volt, melynek 96,4%-a orosz, 2,1%-a komi-permják.
- 2010-ben 13 848 lakosa volt, melyből 13 454 orosz, 88 komi-permják.